# NGC 7660
NGC 7660 ist eine Elliptische Galaxie vom Hubble-Typ E2 im Sternbild Pegasus am Nordsternhimmel. Sie ist schätzungsweise 260 Millionen Lichtjahre von der Milchstraße entfernt und hat einen Durchmesser von etwa 75.000 Lichtjahren. Vom Sonnensystem aus entfernt sich das Objekt mit einer errechneten Radialgeschwindigkeit von näherungsweise 5.600 Kilometern pro Sekunde. Nach Lage der Daten bildet sie gemeinsam mit PGC 214958 ein gravitativ gebundenes Galaxienpaar und mit PGC 214959 ein optisches Tripel.
Im selben Himmelsareal befinden sich unter anderem die Galaxien PGC 71372, PGC 71454, PGC 1781617, PGC 1810802.
Das Objekt wurde am 5. September 1828 von John Herschel entdeckt.